# Userkare
Userkare (còn được gọi là Woserkare, có nghĩa là "Hùng mạnh khi là linh hồn của Ra") là vị pharaon thứ hai của vương triều thứ sáu, ông chỉ trị vì trong một thời gian ngắn, từ 1-5 năm, vào giai đoạn cuối thế kỷ 24 TCN cho đến đầu thế kỷ thứ 23 TCN. Mối quan hệ của Userkare với vị tiên vương Teti và vị vua kế tục ông là Pepi I chưa được biết rõ và triều đại của ông vẫn còn là một bí ẩn. Mặc dù Userkare đã được chứng thực trong các ghi chép lịch sử, tên của ông không hề xuất hiện trong những ngôi mộ của các quan lại Ai Cập sống dưới triều đại của ông. Ngoài ra, vị tư tế Ai Cập Manetho ghi lại rằng vị tiên vương của Userkare là Teti đã bị sát hại và Userkare thường được xem là kẻ tiếm vị chỉ cai trị trong một khoảng thời gian ngắn ngủi. Một giả thuyết khác cho rằng ông có thể là một nhiếp chính và cai trị thay mặt người con trai còn thơ ấu của Teti, người sau này trở thành vua với tên gọi là Pepi I.

## Chứng thực